# Lampranthus coccineus
Lampranthus coccineus là một loài thực vật có hoa trong họ Phiên hạnh. Loài này được (Haw.) N.E. Br. mô tả khoa học đầu tiên năm 1930.